# 丽塔·屈内
丽塔·屈内（德語：Rita Kühne，1947年1月5日—），德国女子田径运动员，主攻短跑。她曾代表东德参加1972年夏季奥林匹克运动会田径比赛，获得女子4×400米接力金牌。